# Зеленский сельский совет (Бучачский район)
Зеленский сельский совет (укр. Зеленська сільська рада) — входит в состав
Бучачского района
Тернопольской области
Украины.
Административный центр сельского совета находится в 
с. Зелёная.

## История
- 1993 — дата образования.

## Населённые пункты совета
- с. Зелёная